# Isla Borbón
La isla de Borbón o isla de Bourbon (en inglés: Pebble Island) forma parte del archipiélago de las Malvinas, que según la Organización de las Naciones Unidas (ONU), está en litigio de soberanía entre el Reino Unido, quien la administra como parte del territorio británico de ultramar de las Malvinas, y la Argentina, quien reclama su devolución, y la integra en el departamento Islas del Atlántico Sur de la provincia de Tierra del Fuego, Antártida e Islas del Atlántico Sur.
Esta isla se encuentra entre uno y cinco kilómetros al norte de la costa de la isla Gran Malvina, de la que la separa el seno de Borbón y el paso Tamar. También se ubica al noreste de las islas Vigía y Trinidad.

## Descripción
La isla de Borbón tiene una superficie de 88 km² y es la quinta más grande de las Malvinas. Se extiende con orientación este-oeste a lo largo de 25 km. Es angosta y aproximadamente en su centro se estrecha en un istmo de 1000 metros de ancho, allí donde penetra la bahía Elefante Marino que mira al norte.
En la península Jenesta y el cabo Tamar de la isla están dos de los puntos que determinan las líneas de base de la República Argentina, a partir de las cuales se miden los espacios marítimos que rodean al archipiélago.
El topónimo en castellano recuerda a la casa real europea de Borbón, mientras que el nombre en inglés significa "isla de los guijarros".
En los pantanos de la región oriental de la isla viven varias especies de aves acuáticas. Además, en los cerros del oeste hay muchos tipos de pingüinos. En el centro de la Isla Bourbon hay una granja de ovejas, manejada por colonos británicos establecida aquí desde 1846. También hay un hotel y un recorrido de golf para los turistas ocasionales que la visitan. 
La isla tiene una pista de aterrizaje, que es utilizada por algunos aviones pequeños que vuelan desde las islas vecinas de Gran Malvina y Soledad. Hay dos monumentos para honrar a los soldados que murieron en la isla durante la guerra de las Malvinas de 1982; uno para los británicos y otro para los argentinos.

## Guerra de las Malvinas

### Ataque al aeródromo
Durante la guerra de las Malvinas, sobre dos pistas preexistentes en Puerto Calderón de la isla de Borbón, la Armada Argentina instaló el Aeródromo Auxiliar Calderón, con la intención inicial de que sirviera de base para aviones Beechcraft T-34C-1 Turbo Mentor, asignándole la Compañía «H» del Batallón de Infantería de Marina N.º 3 para su defensa. También fue utilizado por la Fuerza Aérea Argentina como aeródromo de emergencia; a partir del ataque que la Base Aérea Militar Cóndor de Puerto Darwin sufrió el 1.º de mayo, desplegándose en la isla de Borbón varios FMA IA-58 Pucará originarios de esta base. 
El 15 de mayo de 1982 el aeródromo recibió un ataque del Regimiento 22 del Servicio Aéreo Especial que destruyó once aviones argentinos.

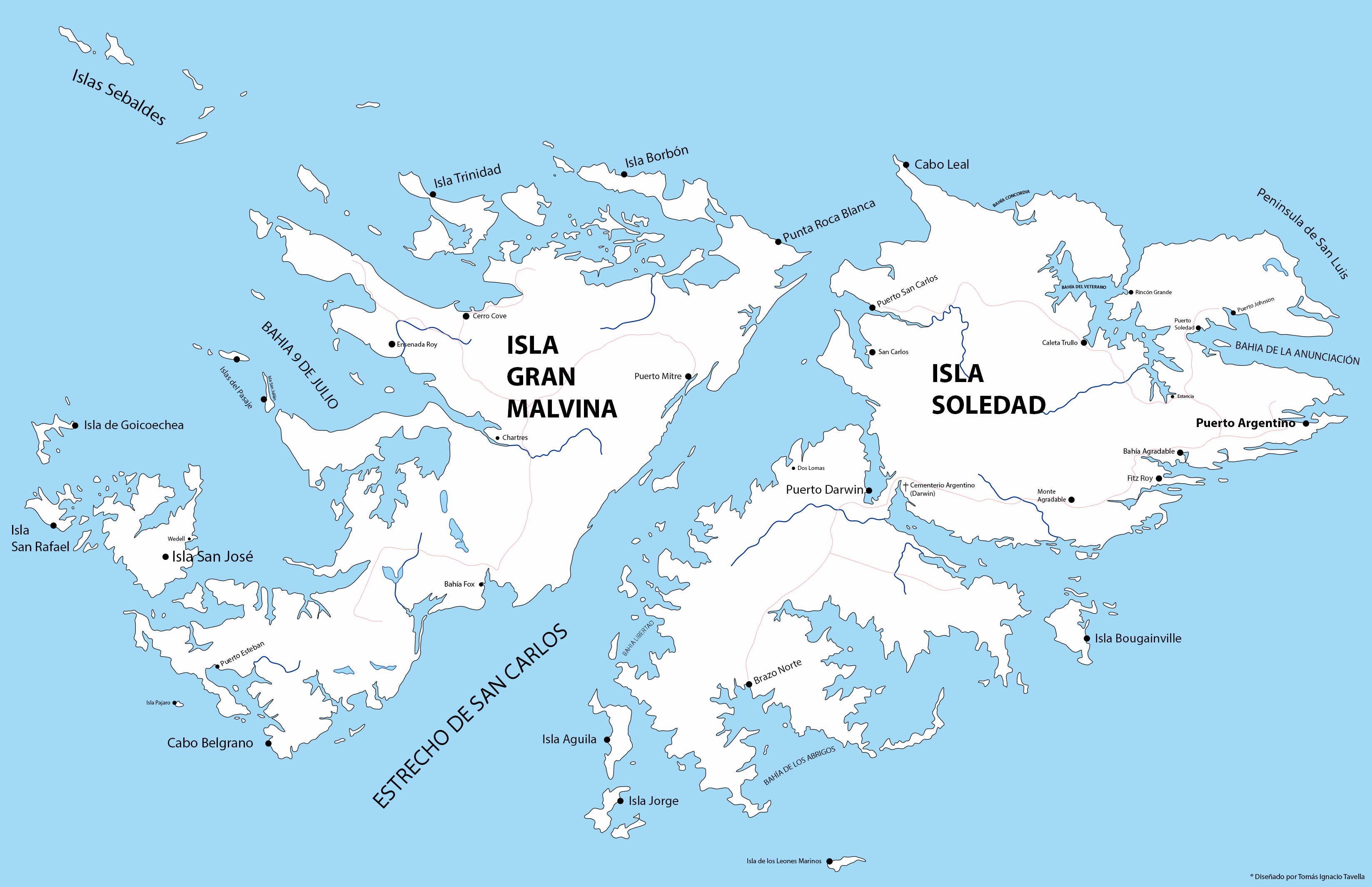
Mapa con la toponimia castellana de las Malvinas.

### Otras acciones bélicas
El Destructor Tipo 42 británico HMS Coventry resultó hundido el 25 de mayo de 1982, tras sufrir un ataque aéreo argentino, en cercanías de la isla de Borbón. Diecinueve marinos de su tripulación perecieron y treinta resultaron heridos.
Por otro lado, el 7 de junio de 1982 se produjo el derribo de un avión Learjet 35 argentino cuando sobrevolaba esta isla, a raíz de un ataque de misiles de la Marina Real británica. Como resultado de la acción, fallecieron cinco tripulantes de la aeronave.